# Eriopyga desiota
Eriopyga desiota là một loài bướm đêm trong họ Noctuidae.